# Odessa (Delaware)
Odessa város az USA Delaware államában, New Castle megyében. Lakosainak száma 366 fő (2020).

## Népesség
A település népességének változása:

| 2010 | 364 |
| 2020 | 366 |